# خريطة كونتاريني-روسيلي
تعتبر خريطة كونتاريني-روسيلي عام 1506 أول خريطة مرسومة للعالم تُبين العالم الجديد.
صمم جيوفاني ماتيو كونتاريني خريطة كونتاريني-روسيلي، ونقشها فرانشيسكو روسيلي. وهي خريطة من النحاس المحفور ونشرت في البندقية أو فلورنسا عام 1506. والنسخة الوحيدة الباقية توجد في المكتبة البريطانية.

## عصر الاستكشاف
كان هناك العديد من رحلات الاستكشاف في السنوات السابقة مباشرة:
- دياز حول إفريقيا (1487)
- اكتشاف نيوفاوندلاند بواسطة جون كابوت (1497)
- رحلة فاسكو دا غاما إلى الهند (1499)
- الرحلات الاستكشافية لـكولومبوس في منطقة البحر الكاريبي وأمريكا الجنوبية(1492–93، 1493–94، 1498، 1502–04)
- زيارات فسبوتشي للبحر الكاريبي وأمريكا الجنوبية(1499، 1501–02)

على الرغم من أنه كانت هناك خرائط مرسومة بعد هذه الرحلات، مثل خريطة العالم لـخوان دي لا كوزا عام 1500 (بناءً على رحلة كولومبوس الثانية) وخريطة العالم لـكانتينو (حوالي عام 1502)، وحُفظت تلك المعلومات الموجودة على الخرائط وخضعت للحراسة كسر من أسرار الدولة. ولطالما صنع عدد قليل من النسخ.

## الإعلان عن شكل العالم
تغير هذا الوضع بشكل كبير من عام 1506 إلى عام 1507 عندما تم نشر ثلاثة جهود منفصلة لإنتاج خرائط للعالم. خريطة كونتاريني-روسيلي عام 1506 (توجد الآن في المكتبة البريطانية) وخريطة العالم والكرة الأرضية لـمارتين فالدسيمولر عام 1507 كان لهما كبير الأثر، ولكن لم يتم نشرهما على نطاق واسع. وهناك نسخة أصلية واحدة فقط من كل منهما على وجه الأرض، وتم اكتشاف النسختين في القرن العشرين.
وعلى النقيض من ذلك، نُشرت خريطة العالم لـ يوهانس رويش لعام 1507 على نطاق أوسع بكثير وأُنتج منها نسخ عديدة ولا تزال موجودة حتى الآن. ولذلك كان لهذه الخريطة أثر أكبر بكثير عما قبلها.